# Daň dědická, darovací a z převodu nemovitosti v Česku
Problematika daně dědické, darovací a z převodu nemovitosti byla upravena zákonem č. 357/1992 Sb. až do konce roku 2013. V souvislostí s rekodifikací soukromého práva byl původní zákon č. 357/1992 Sb. ke dni 31. prosince 2013 zrušen a nahrazen zákonným opatřením Senátu č. 340/2013 Sb., o dani z nabytí nemovitých věcí, a duplicitně zákonným opatřením Senátu č. 344/2013 Sb. ke dni 1. ledna 2014. Původní zákon č. 357/1992 Sb. z roku 1992 obsahoval všechny tři daně, jež se řadily do přímé majetkové daně, proto byly často společně označovány souhrnným pojmem trojdaň. 
Daň dědická byla zcela zrušena, dědictví se nově vnímá jako bezúplatné nabytí a je podle § 4a zákona č. 586/1992 Sb. o daních z příjmů osvobozeno od daně z příjmů. 
Dary jsou nově označovány jako bezúplatné příjmy a jsou zařazeny do kategorie "ostatní příjmy" § 10 zákona č. 586/1992 Sb. o daních z příjmů.  
Namísto daně z převodu nemovitostí byla zákonným opatřením Senátu č. 340/2013 Sb. zavedena daň z nabytí nemovitých věcí. 

## Daň dědická
Předmětem daně dědické je nabytí nemovitého a movitého majetku děděním ze závěti, či ze zákona.
U movitého majetku jsou státní občanství a trvalý pobyt zůstavitele v den jeho smrti klíčovými prvky ke stanovení předmětu daně dědické. Jestliže byl zůstavitel v době své smrti občanem České republiky a měl trvalý pobyt v tuzemsku, vybírá se daň z celého jeho movitého majetku bez ohledu na to, zda se tento majetek nachází v tuzemsku nebo v cizině, ve zbylých případech se daň vztahuje pouze na zůstavitelův movitý majetek v tuzemsku.  Z nemovitostí, které se nacházejí na území České republiky, se daň vybírá bez ohledu na státní občanství nebo pobyt zůstavitele; z nemovitostí, které se nacházejí v cizině, se daň nevybírá.
Sazba daně dědické (1 % až 40 %) závisí na příbuzenském vztahu k zůstaviteli a na hodnotě děděného majetku. Základem daně je cena majetku nabytého jednotlivým dědicem, snížená o prokázané dluhy zůstavitele, které na dědice přešly zůstavitelovou smrtí, náklady spojené s pohřbem zůstavitele, či výdaje za služby notáře spojené s dědickým řízení.
Daň dědická byla 31. prosince 2013 zrušena, dědictví se nově vnímá jako bezúplatné nabytí a je podle § 4a zákona č. 586/1992 Sb. o daních z příjmů osvobozeno od daně z příjmů.

## Daň darovací
Poplatníkem daně darovací je vždy dárce v případě bezúplatného poskytnutí majetku fyzické či právnické osobě, která nemá trvalý pobyt v tuzemsku (resp. nemá sídlo v tuzemsku). V ostatních případech je poplatníkem daně darovací nabyvatel tj. ten, kdo majetek bezúplatně získal a dárce ručitelem. 
Předmětem daně darovací je bezúplatné nabytí majetku na základě právního úkonu, nebo v souvislosti s právním úkonem. Základem daně darovací je cena majetku, snížená o prokázané dluhy či clo placené při dovozu v případě, že se jedná o movité věci darované nebo dovezené z ciziny.

## Bezúplatné příjmy
Od 1. ledna 2014 jsou dary označovány jako bezúplatné příjmy a jsou shrnuty v kategorii "ostatní příjmy" § 10 v zákoně č. 586/1992 Sb. o daních z příjmů. Stejně jako jiné příjmy jsou dary zdaněny sazbou patnáct procent, jde-li o příjem fyzické osoby, nebo devatenáct procent, jde-li o příjem právnické osoby.
Dle § 10 odst. 3 písm. c) zákona č. 586/1992 Sb. jsou od daně osvobozeny bezúplatné příjmy:
1. od příbuzného v linii přímé a v linii vedlejší, pokud jde o sourozence, strýce, tetu, synovce nebo neteř, manžela, manžela dítěte, dítě manžela, rodiče manžela nebo manžela rodičů,
2. od osoby, se kterou poplatník žil nejméně po dobu jednoho roku před získáním bezúplatného příjmu ve společně hospodařící domácnosti a z tohoto důvodu pečoval o domácnost nebo byl na tuto osobu odkázán výživou,
3. obmyšleného z majetku, který byl do svěřenského fondu vyčleněn nebo který zvýšil majetek tohoto fondu osobou uvedenou v bodě 1 nebo 2,
4. nabyté příležitostně, pokud jejich úhrn od téhož poplatníka ve zdaňovacím období nepřevyšuje částku 15 000 Kč.[5]

## Daň z převodu nemovitosti
Dle § 8 odst. 1 písm. a) zákona č. 357/1992 Sb. poplatníkem daně z převodu nemovitostí je:
- převodce (prodávající); nabyvatel je v tomto případě ručitelem,
- nabyvatel, jde-li o nabytí nemovitosti při výkonu rozhodnutí nebo exekuci podle zvláštního právního předpisu, vyvlastnění, vydržení, v insolvenčním řízení po rozhodnutí o úpadku nebo ve veřejné dražbě anebo o nabytí nemovitosti na základě smlouvy o zajišťovacím převodu práva, v souvislosti s postoupením pohledávky, při zrušení právnické osoby bez likvidace nebo při rozdělení likvidačního zůstatku při zrušení právnické osoby s likvidací,
- převodce i nabyvatel, jde-li o výměnu nemovitostí; převodce a nabyvatel jsou v tomto případě povinni platit daň společně a nerozdílně.[6]

Předmětem daně z převodu nemovitostí je úplatný převod nebo přechod vlastnictví k nemovitostem. Základem daně z převodu nemovitosti může být např. cena zjištěná dle zákona, cena sjednaná, jde-li o převod nemovitosti z vlastnictví nebo do vlastnictví územního samosprávného celku či cena dosažená vydražením nebo předražkem, v případě vydražení nemovitosti při exekuci nebo ve veřejné dražbě.

## Daň z nabytí nemovitých věcí
Od 1. ledna 2014 byla místo daně z převodu nemovitosti zavedena zákonným opatřením Senátu č. 340/2013 Sb. daň z nabytí nemovitých věcí.
Poplatníkem daně z nabytí nemovitých věcí je nabyvatel vlastnického práva k nemovité věci. Předmětem daně z nabytí nemovitých věcí je úplatné nabytí vlastnického práva k nemovité věci, která je
- pozemkem, stavbou nebo jednotkou nacházejícími se na území České republiky,
- právem stavby, jímž zatížený pozemek se nachází na území České republiky, nebo
- spoluvlastnickým podílem na nemovité věci uvedené v písmenech a) nebo b) [7]

Nabytí stavby, která se stane součástí pozemku, se pro účely daně z nabytí nemovitých věcí také považuje za nabytí vlastnického práva k nemovité věci. Stavba byla samostatnou nemovitou věcí či součástí práva stavby, nebo neoprávněně zřízena na tomto pozemku.
Předmětem daně z nabytí nemovitých věcí se nepovažuje nabytí vlastnického práva k nemovité věci prováděním pozemkových úprav, přeměnami obchodních korporací, nebo poskytnuté jako náhrada při vyvlastnění.

### Osvobození od daně

#### Věcná osvobození ve veřejnoprávní oblasti
Od daně z nabytí nemovitých věcí je osvobozeno nabytí vlastnického práva k nemovité věci členským státem Evropské unie, jiným státem, je-li zaručena vzájemnost, územním samosprávným celkem nebo dobrovolným svazkem obcí.

#### Věcná osvobození u nových staveb
Od daně z nabytí nemovitých věcí je osvobozeno první úplatné nabytí vlastnického práva k pozemku nebo právu stavby (jejichž součástí je dokončená nebo užívaná stavba rodinného domu), dokončené nebo užívané stavbě rodinného domu, dokončené nebo užívané jednotce v bytovém domě, která nezahrnuje nebytový prostor jiný než garáž, sklep nebo komoru.

#### Věcná osvobození u jednotek
Od daně z nabytí nemovitých věcí je osvobozeno nabytí vlastnického práva k jednotce, která zahrnuje družstevní byt nebo družstevní nebytový prostor, je-li nabyvatelem fyzická osoba, která je nájemcem této jednotky.

### Základ daně
Základem daně z nabytí nemovitých věcí je nabývací hodnota snížená o uznatelný výdaj. 
Nabývací hodnota může být:
- sjednaná cena
- srovnávací daňová hodnota
- zjištěná cena
- zvláštní cena[11]

Sjednaná (kupní) cena je úplata za nabytí vlastnického práva k nemovité věci. U převážné většiny kupních či směnných smluv se nabývací hodnota stanoví porovnáním sjednané ceny a srovnávací daňové hodnoty. Vyšší z nich je nabývací hodnotou, od které se odvíjí základ daně. 
Srovnávací daňová hodnota je částka odpovídající 75 % směrné hodnoty nebo částka odpovídající 75 % zjištěné ceny (podle znaleckého posudku). Poplatník si může zvolit, zda podkladem pro odvození srovnávací daňové hodnoty bude jedna z těchto dvou alternativ:
- Směrná hodnota vychází z cen nemovitých věcí v místě, ve kterém se nachází nemovitá věc, zohledňuje se zejména druh, poloha, účel, stav, stáří a vybavení nemovité věci. V tomto případě s k daňovému přiznání znalecký posudek nedokládá.[13]
- Zjištěná cena je cena zjištěná podle zákona upravujícího oceňování majetku. Poplatník je povinen k daňovému přiznání doložit znalecký posudek.[14]

Sazba daně z nabytí nemovitých věcí činí 4 %. Výnos z daně nabytí nemovitých věcí je příjmem do státního rozpočtu.